# Bally Astrocade
Das Bally Astrocade, auch The Professional Arcade, Bally Computer System oder Astrocade genannt, ist eine programmierbare 8-Bit-Heimvideospielkonsole der 2. Generation, welche von Bally von 1977 bis 1985 verkauft wurde.

## Technische Daten
- Prozessor: Zilog Z80 getaktet mit 1,789 MHz
- RAM: 4 KB, erweiterbar auf 64 KB
- ROM: 8 KB
- Auflösung: 160 × 102 bis 320 × 204 Pixel mit 8 Farben (keine Sprites)
- Audio: 3 Stimmen und Rauschen
- Mini-Tastatur mit 24 Tasten, auch für Spiele-Overlays, vollständige Tastatur optional
- Bis zu vier Controller mit Pistolentrigger, oben liegender Knopf dient zugleich als Joystick und Paddle.

## Besonderheiten
Die Spielkonsole lässt sich mittels der ZGrass-32-Einheit in einen CP/M-kompatiblen Heimcomputer mit Tastatur erweitern. Mit einer BASIC-Cartridge, die, wie auch das Gerät selbst, 1980 von Jamie Fenton entwickelt wurde, können ebenso Programme selbst geschrieben werden. Zu den weiteren Besonderheiten zählen das innovative Design der Multifunktionscontroller und die verhältnismäßig hohen Grafikfähigkeiten.
Trotz der Überlegenheiten konnte sich das System, wie andere auch, nicht gegen den Atari 2600 behaupten. Der Anfangspreis betrug 299 US$. 1979 verlor Bally 10 Millionen $ durch dieses System und verkaufte die Rechte an Astrovision. Es gab weitere Namensänderungen und 1982 eine verbesserte BASIC-Version, bevor es 1983 zum Video Game Crash kam.

## Spiele
Eingebaut waren vier Programme (Gun Fight, Checkmate, Calculator und Scribblings). Produziert wurden 45 Spiele auf Modulen (in Cassettenoptik) und ab 1980 weitere auf Cassetten. Die Spiele wurden als „Videocade“ bezeichnet. Folgende Spiele sind erschienen:
- 280 Zzzap / Dodgem
- Amazing Maze / Tic-Tac-Toe
- Artillery Duel
- Astro Battle (Kopie des Spiels Space Invaders)
- Bally Pin
- BASIC (kein Spiel, sondern eine imperative Programmiersprache)
- Baseball
- Basketball
- Bingo Math / Speed Math
- Biorhythm
- Blackjack / Poker / Acey-Deucey
- Blast Droids
- Bowling
- Checkers / Backgammon
- Clowns / Brickyard
- Coloring Book
- Conan The Barbarian
- Cosmic Raiders
- Dog Patch
- Drag Race / Desert Fox
- Football
- Galactic Invasion (originally titled Galaxian)
- Galaxian
- Grand Prix / Demolition Derby
- Gunfight
- ICBM Attack
- Letter Match / Spell 'N Score / Crosswords
- Machine Language Manager (kein Spiel)
- Mazeman
- Median
- Missile Attack
- Ms. CandyMan
- Muncher
- Music Maker
- Panzer Attack / Red Baron
- Pirates Chase
- Sea Devil
- Seawolf / Missile
- Soccer
- Solar Conqueror
- Space Fortress
- Space Invaders
- Star Battle
- The Incredible Wizard
- Tornado Baseball / Tennis / Hockey / Handball
- Treasure Cove
- War

## Arcade-Verwendung
Die Sound-Hardware wurde auch in mehreren Arcade-Spielen wie Gorf und Wizard of Wor verwendet.